# حسین‌آباد (نصرت‌آباد)
حسین‌آباد یا حسین‌آباد چاه رحمان روستایی در دهستان نصرت‌آباد بخش نصرت‌آباد شهرستان زاهدان استان سیستان و بلوچستان ایران است.

## جمعیت
بر پایه سرشماری عمومی نفوس و مسکن در سال ۱۳۹۵ جمعیت این روستا ۲۱۷ نفر (۴۶خانوار) بوده‌است.